# Cercocarpus traskiae
Espèce
Synonymes
- Cercocarpus betuloides var. traskiae (Eastw.) Dunkle[2] [3]
- Cercocarpus montanus var. traskiae (Eastw.) F.L. Martin[3]
- Cercocarpus montanus var. traskiae (Eastw.) F.L.Martin[2]

Statut de conservation UICN

 CR D : 
En danger critique
Cercocarpus traskiae est une espèce de plantes à fleurs de la famille des Rosaceae.

## Publication originale
- Proceedings of the California Academy of Sciences, Series 3, 1(3): 136–137, pl. 11, f. 7. 1898.